# 凱琳群集
凱琳群集是在小行星主帶的鴉女星族內的一個至少有90顆小行星組成的集團。科學家是在往回推算13顆小行星的軌道時，發現它們共用彼此的軌道，形成一個特殊的集團 － 他們起源於同一個母體。

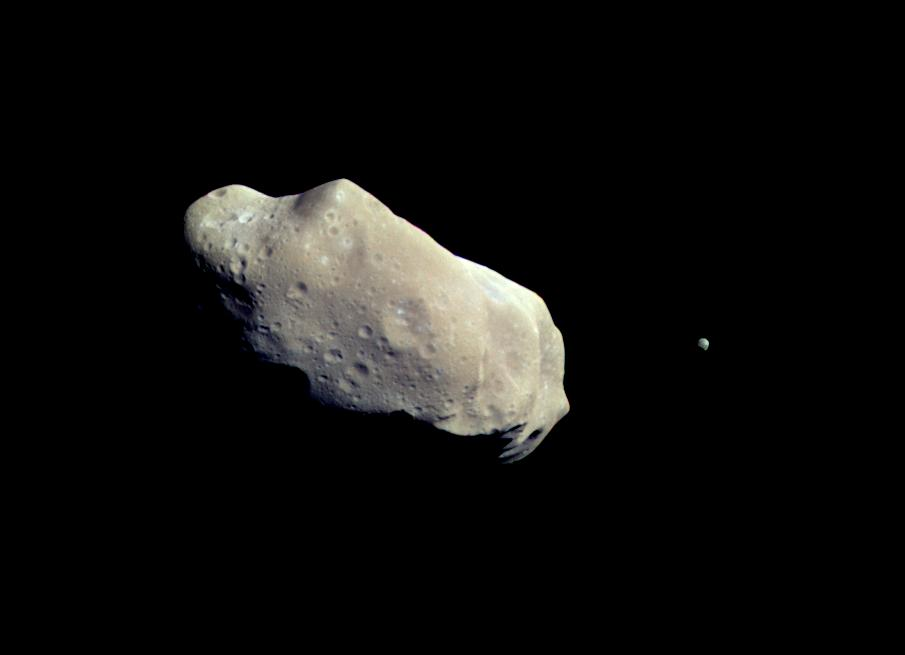
艾女星和它的衛星，Dactyl。艾女星雖然在凱琳群集內，但它仍然是鴉女星族的成員之一。

這個群集是以集團中最大的小行星832 凱琳的名字命名的，它的直徑大約是19公里（11.7英里），並擁有母天體15-20%的質量，而母天體的直徑估計是33公里（20.5英里）。凱琳是一顆S-型小行星，小行星4507（1990 FV）原先也被認為是這個群集的成員，但在2004年被確認是一顆闖入者。群集內其他成員的直徑都在1-7公里之間（0.6-4.3英里）。
這個群集被認為是在570萬年前形成的，這是最接近現在的一次小行星碰撞。因為對這個群集成員的光譜分析不僅可以告訴科學家很多有關於表面成分的資訊，也能以新的方式從中得知小行星與隕石間密切的相關性。事實上，我們若知道它們的表面是如何形成的，也有助於測量在小行星上的坑穴形成的機率。估計約經過一億年的時間，群集的分散角度將更為擴大，亦將無法從小行星散布的背景環境中分辨出來。
這個群集可能也是紅外線天文衛星發現的一個星際塵埃的來源，並且是符合暴露在宇宙射線下570萬年和形成隕石的S-型小行星的來源。
對凱琳群集的研究，是第一次被用來測量雅爾可夫斯基效應的主帶小行星。